# Couço
Couço es una freguesia portuguesa del concelho de Coruche, con 346,30 km² de superficie y 3.180 habitantes (2001). Su densidad de población es de 9,2 hab/km².

## Galería

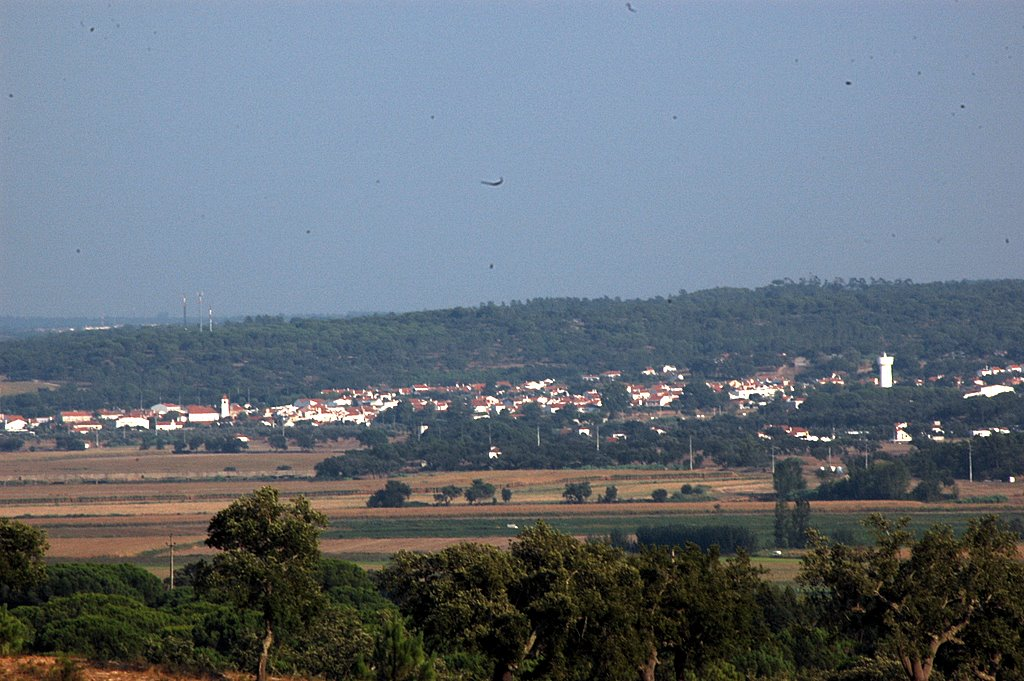
Vista de la Vila de Couço.